# Jessica Dismorr
 (janvier 2016).
Si vous disposez d'ouvrages ou d'articles de référence ou si vous connaissez des sites web de qualité traitant du thème abordé ici, merci de compléter l'article en donnant les références utiles à sa vérifiabilité et en les liant à la section « Notes et références ».
Jessica Dismorr (3 mars 1885 - 29 août 1939) est une peintre britannique et une des deux seules femmes, avec Helen Saunders, à avoir été membre du vorticisme.

## Biographie
Née à Gravesend en Angleterre, elle a déménagé avec sa famille à Hampstead dans les années 1890. Son père était un riche homme d'affaires, ce qui l'a affranchie de toute préoccupation financière. Elle suivit des cours à la Slade School of Fine Art en 1902-1903 puis s'est exercée avec Max Bohm à Étaples et à l'Académie de la Palette à Paris de 1910 à 1913, où elle a étudié avec Jean Metzinger et a participé au cercle des coloristes écossais de John Duncan Fergusson. Elle a exposé avec lui et Samuel Peploe en octobre 1912 à la Stafford Gallery de Londres et a participé en même temps à la seconde exposition intitulée Manet et les Post-Impressionnistes de Roger Fry. Elle expose aussi au London Salon organisé par l'Allied Artists' Association (juillet 1912).
Robin Ody, un ami proche et son exécuteur testamentaire (tous les bénéficiaires étaient des femmes) la qualifia de « phénomène edwardien de la nouvelle femme ». Elle occupait un studio dans la King's Road de Chelsea à Londres et faisait de fréquents voyages en France. Elle s'essaya également à la liberté sexuelle. Ody considéra que la raison majeure pour laquelle elle n'a pas eu de relation sexuelle avec Lewis est son inclinaison pour son propre sexe bien que selon une des amantes de Lewis, Kate Lechmere, Dismorr avait une relation amoureuse compliquée avec Wyndham Lewis et qu'elle était selon sa disciple Kate Saunders, comme une « chienne docile qui voulait être l'esclave de Lewis et faire tout pour lui ». Lechmere avançait cette raison pour expliquer le fait qu'elle s'était une fois promenée nue au milieu d'Oxford Street.[réf. nécessaire]
En fait, Saunders a refusé par deux fois les propositions de Walter Sickert et elle a affirmé plus tard que cela ne tournait jamais à l'avantage de la femme lorsque deux artistes se mariaient ensemble car inévitablement la femme faisait alors passer ses propres besoins artistiques après ceux de son mari.[réf. nécessaire]
La relation de Lechmere avec Lewis se termina mal et elle engagea une lutte financière avec lui.[réf. nécessaire] Lechmere avait procuré les fonds pour payer le Rebel Art Centre, où les vorticistes s'étaient rencontrés pour la première fois en 1914 ; un fait que Lewis a admis à Christopher Nevinson qui ne voulait pas « d'une de ces satanées femmes » dans le groupe.[réf. nécessaire]
Dismorr a été signataire du manifeste vorticiste publié dans la revue Blast en 1914. Peu de ses œuvres de cette période subsistent. Une peinture de William Roberts Les vorticistes au Restaurant de la Tour Eiffel, printemps 1915 montre les sept mâles au premier plan et les deux femmes derrière (Dismorr près de la sortie est la plus éloignée du groupe).
Elle a rencontré Wyndham Lewis en 1913. Pendant la Première Guerre mondiale elle a été infirmière en France puis a participé à l'American Friends Service Committee. Ses expériences de cette période de guerre ont provoqué chez elle une dépression nerveuse en 1920. Un médecin lui a alors conseillé d'arrêter de peindre mais Lewis supposa que c'était son style moderne qui avait provoqué ce conseil et il lui écrivit que « la meilleure distraction possible serait au contraire pour elle de peindre »[réf. nécessaire].

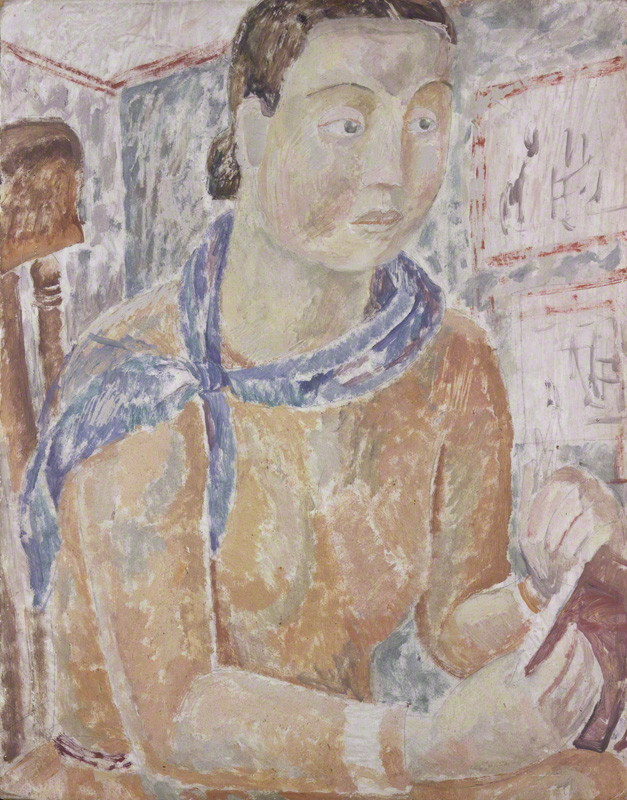
Autoportrait, 1929

Jessica Dismorr était au centre de l'avant-garde artistique de Londres ; elle illustrait les poèmes de T.S. Eliot et Ezra Pound, parfois dans la revue vorticiste Blast.
Elle expose en 1927 au Salon des indépendants. Dans les années 1930, elle réalisa des portraits de poètes, dont celui de Dylan Thomas, et exposa avec Charles Ginner et Barbara Hepworth dans le Groupe de Londres mais aussi avec Ivon Hitchens et Ben Nicholson dans la Seven and Five Society.
Tout au long de sa vie elle continua à peindre et à exposer ses œuvres qui devinrent complètement abstraites à partir des années 1930. Elle se suicida par pendaison le 29 août 1939[réf. nécessaire] cinq jours avant la déclaration de guerre de la Grande-Bretagne à l'Allemagne nazie.
Quentin Stevenson écrit actuellement une biographie de Dismorr. La thèse de Catherine Heathcock (non publiée) comprend le catalogue complet des œuvres de Dismorr. Les lettres que se sont échangées Dismorr et Lewis sont désormais à l'université Cornell.